# The Bravery

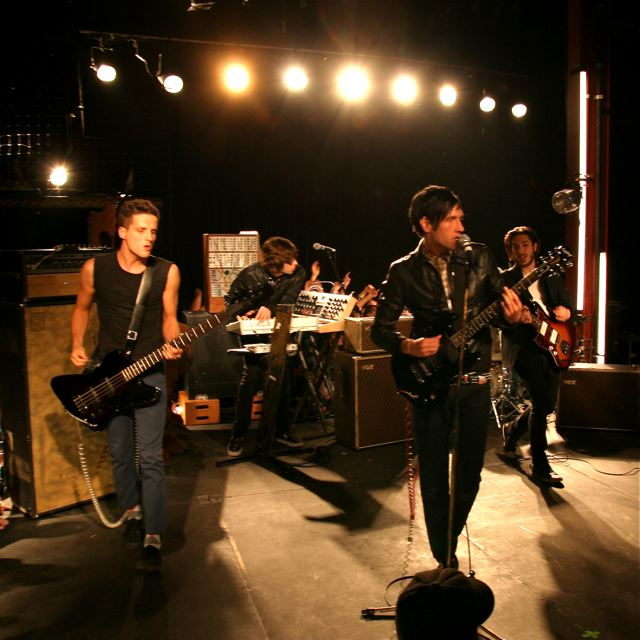
The Bravery

The Bravery is een Amerikaanse alternatieve rockband afkomstig uit New York, opgericht in 2003. Hun stijl wordt wel vergeleken met die van Franz Ferdinand, The Cure, New Order en The Smiths. 
Bandleden zijn Sam Endicott, John Conway, Anthony Burulcich, Michael Zakarin en Mike Hindirt. Ze traden al diverse keren op in Nederland, onder andere tijdens het London Calling-festival in Amsterdam en op het Lowlands festival.

## Discografie

### Albums
- The Bravery (2005)
- The Sun and the Moon (2007)
- Stir The Blood (2009)

### Singles
- An Honest Mistake
- Fearless
- Unconditional
- Hey Sunshiney Day